# COROT-2
CoRoT-2 — звезда в созвездии Орла. Находится на расстоянии 243 парсек от Солнца.
Является жёлтым карликом спектрального класса G7 с массой почти такой же, как масса Солнца.

## Планетная система
CoRoT-2 b − второй кандидат на экзопланету, открытый французским орбитальным телескопом COROT в декабре 2007 года. Открытие было совершено транзитным методом. Планета относится к классу больших горячих юпитеров (её температура около 1500 кельвинов).
| Планета | Юпитер |
| ------- | ------ |
|         |        |